# George Wheler
George Wheler (Breda, 20 de enero de 1651 - Durham, 15 de enero de 1724) fue un arqueólogo, botánico y religioso británico. Su familia provenía de Tottenham High Cross, Middlesex, Inglaterra.
Vivió su infancia en Holanda durante el exilio de sus padres en el reinado de Carlos II de Inglaterra. A su regreso a Inglaterra, las posibilidades económicas de su familia le permitieron matricularse el 31 de enero de 1668 en el Lincoln College de Oxford. Sus intereses universitarios fueron muy variados, desde la botánica a la arqueología, pasando por el arte y la construcción. Después de pasar por la universidad viajó por Europa junto a su amigo y tutor George Hickes recogiendo buena información de la flora de distintos lugares. En Venecia conoció al arqueólogo francés Jacques Spon, con quien viajó a Grecia en 1675 y 1676. De aquel viaje publicó su obra Journey into Greece, donde hizo un recorrido por la historia de la Grecia Antigua con ilustraciones de las inscripciones que había ido encontrado, así como de los monumentos monedas y edificios, entre ellos el Oráculo de Delfos y el Partenón antes de los daños sufridos por éste en 1687.
Se casó en 1677 e ingresó en la Royal Society. Fue ordenado sacerdote anglicano en 1683 y de 1685 a 1702 fue vicario de Basingstoke, Hampshire. 
En 1689 publicó una obra de arquitectura y arqueología titulada An Account of Churches and Places of Assembly of the Primitive Christians en donde reconstruía las edificaciones más antiguas de la cristiandad en Constantinopla, Jerusalén y Tiro.
- Datos: Q7526946
- Multimedia: George Wheler / Q7526946